# Dolkhale
En dolkhale er et marint leddyr som er tættere beslægtet med edderkopper og skorpioner end med krabber. Den mest kendte er Limulus polyphemus. Dolkhalerne hører til de dyr, der har levet længst på Jorden, nære slægtninge af trilobitterne, der dominerede havene i Jordens fjerne fortid, kambrium.
Dolkhaler er levende fossiler, da man har 440 millioner år gamle fossiler, der ligner de nulevende dolkhaler. Dolkhaler er kendt for deres blå blod, som kan påvise giftstoffer fra bakterier i medicinalindustrien. Den blå farve skyldes hæmocyanin, der er et kobberholdigt protein med tilsvarende iltoptagelsesfunktion som det jernholdige protein hæmoglobin i rødt blod.
I dag findes der kun fire arter af dolkhalen. Den ene lever langs med USAs østkyst, fra Delawarebugten og sydpå. Tre andre arter holder til mellem Japan og Indonesien. 
Dolkhalen er ikke farlig. Halen er ikke et våben, men nyttig til at pløje sig gennem sand og mudder med. Dolkhalen kan ikke bruge sin hale til at vende sig, hvis den skulle være så uheldig at blive væltet om på ryggen af en bølge. Siden 1980’erne har der i USA været en kampagne “Just flip ‘em”, som underviser folk i, at dolkhalen skal vendes, hvis den ligger på ryggen i vandkanten. På den måde kan mennesker være med til at bevare dolkhalen. Antallet af dolkhaler er dalende, da de er et populært agn ved ålefiskeri.
Dolkhalen kan klare sig et helt år uden mad og overleve ekstreme temperaturer og højt saltindhold i havet. 

## Dolkhalens øjne
Meget af kundskaben, vi har om menneskeøjet, er resultat af studier af dolkhalens fire øjne. Den har to par øjne. 
Nobelprisen i fysiologi eller medicin for 1967 blev givet til tre forskere, der har studeret dolkhalen øjne (de primære fysiologiske og kemiske processer): Haldan Keffer Hartline, George Wald og Ragnar Granit.

## Dolkhalens blod
Dolkhalens blod indeholder celler kaldet amebocytter, som spiller en lignende rolle som de hvide blodlegemer fra hvirveldyr i at forsvare organismen mod patogener.  Amebocytter bruges til at fremstille Limulus amebocytlysat (LAL) som reagerer med bakterielt endotoxin, lipopolysaccharid, LPS.  LAL bruges til påvisning af bakterielle endotoksiner i medicinske applikationer, som f.eks. at rense medicin og vacciner for endotoxiner og til at udvikle bandager til sår. Denne efterspørgsel gør et stort indhug på dolkhalebestanden.

## Klassifikation
Orden: Xiphosura
- Familie: Limulidae
  - Slægt: Carcinoscorpius
    - Art: C. rotundicauda

  - Slægt: †Euproops 
    - Art: †E. danae

  - Slægt: Limulus
    - Art: L. polyphemus

  - Slægt: †Palaeolimulus
  - Slægt: Tachypleus
    - Art: T. gigas
    - Art: T. tridentatus

## Eksterne links
- Systema naturae 2000 (classification) – Taxon: Limulus polyphemus Arkiveret 4. marts 2016 hos  Wayback Machine